# Štefan Páll
Štefan Páll (19. května 1939 – 24. března 2022) byl slovenský fotbalista, záložník a obránce.

## Sportovní kariéra
V československé lize hrál za Tatran Prešov. Nastoupil ke 129 ligovým utkáním a dal 8 gólů. V Poháru vítězů pohárů nastoupil ve 2 utkáních. Finalista Československého poháru 1966.

## Ligová bilance
| Ročník                                   | Zápasy | Góly | Klub          |
| ---------------------------------------- | ------ | ---- | ------------- |
| 1. československá fotbalová liga 1958/59 | 10     | 1    | Tatran Prešov |
| 1. československá fotbalová liga 1959/60 | 25     | 2    | Tatran Prešov |
| 1. československá fotbalová liga 1962/63 | 20     | 3    | Tatran Prešov |
| 1. československá fotbalová liga 1963/64 | 23     | 0    | Tatran Prešov |
| 1. československá fotbalová liga 1964/65 | 25     | 2    | Tatran Prešov |
| 1. československá fotbalová liga 1965/66 | 26     | 0    | Tatran Prešov |
| CELKEM                                   | 129    | 8    |               |